# Evance Malenga
Evance Malenga (ur. 12 września 1967) – malawijski bokser, olimpijczyk.
Wystąpił na Letnich Igrzyskach Olimpijskich 1988 w wadze piórkowej. W 1/32 finału przegrał jednogłośnie na punkty, a jego pogromcą był Ulaipalota Tauatama z Samoa.